# Selenipedium chica
Selenipedium chica är en orkidéart som beskrevs av Heinrich Gustav Reichenbach. Selenipedium chica ingår i släktet Selenipedium och familjen orkidéer. Inga underarter finns listade i Catalogue of Life.